# منفعة
المنفعة في الاقتصاد، وتشير إلى مقياس تفضيل مجموعة من السلع (وتتضمن الخدمات: الأشياء التي تلبي احتياجات الإنسان)، وهي تمثل الرضى الذي يشعر به المستهلك من سلعة ما. يشكل هذا المفهوم حجر الزاوية في نظرية الاختيار العقلاني و‌نظرية الألعاب: بما أنه لا يمكن قياس الاستفادة أو الرضى أو السعادة الناتجة عن سلعة أو خدمة ما، فبدلاً من ذلك، وضع الاقتصاديون طرقاً لتمثيل وقياس المنفعة على شكل خيارات اقتصادية قابلة للقياس. حاول الاقتصاديون الوصول إلى طرق مجردة للغاية لمقارنة المنفعة من خلال مراقبة وحساب الخيارات الاقتصادية، وللعرض بأبسط شكل ممكن، يعتبر الاقتصاديون أن المنفعة تظهر في نية الأشخاص بسداد مبالغ مختلفة للسلع المختلفة.